# Lil Boat
Singles
1. 1Night

Lil Boat, est la première mixtape du rappeur américain Lil Yachty, sortie le 9 mars 2016.

## Liste des titres
| No  | Titre                                                              | Auteur                                            | Producteur(s)               | Durée |
| --- | ------------------------------------------------------------------ | ------------------------------------------------- | --------------------------- | ----- |
| 1.  | Intro (Just Keep Swimming)                                         | M. McCollum                                       | Burberry Perry              | 4:12  |
| 2.  | Wanna Be Us (featuring Burberry Perry)                             | M. McCollum                                       | Burberry Perry, Colby Crump | 2:52  |
| 3.  | Minnesota (Remix) (featuring Quavo, Skippa Da Flippa & Young Thug) | M. McCollum, Q. Marshall, K. Purnell, J. Williams | Grandfero                   | 4:28  |
| 4.  | Not My Bro                                                         | M. McCollum                                       | Ducko McFli                 | 2:24  |
| 5.  | Interlude                                                          | M. McCollum                                       | SAGE                        | 1:20  |
| 6.  | Good Day (featuring Skippa Da Flippa)                              | M. McCollum                                       | Big Lo$                     | 3:18  |
| 7.  | Up Next 2 (featuring BIGBRUTHACHUBBA & Byou)                       | M. McCollum                                       | Digital Nas                 | 2:58  |
| 8.  | Run / Running                                                      | M. McCollum                                       | Earl & E Bundles            | 5:20  |
| 9.  | Never Switch Up                                                    | M. McCollum                                       | 1mind                       | 2:42  |
| 10. | 1Night                                                             | M. McCollum                                       | Burberry Perry              | 4:03  |
| 11. | Out Late                                                           | M. McCollum                                       | Earl & Bang                 | 2:40  |
| 12. | Fucked Over                                                        | M. McCollum                                       | Ducko McFli                 | 2:55  |
| 13. | I'm Sorry (featuring Burberry Perry)                               | M. McCollum                                       | Burberry Perry              | 3:13  |
| 14. | We Did it (Positivity Song)                                        | M. McCollum                                       | Burberry Perry              | 3:27  |